# Plassenloop
De Plassenloop is een hardloopwedstrijd over een afstand van 15 km die sinds 1951 jaarlijks wordt gehouden in Reeuwijk. Naast de hoofdafstand van 15 km kent het evenement wedstrijden over 5 en 10 km, alsmede 'kidsruns' over 1100 en 2400 meter. 
De Nederlander Cor Vriend won deze wedstrijd bij de mannen viermaal (in 1979, 1981, 1982 en 1984). Bij de vrouwen deed zijn landgenote Petra Sloots hetzelfde (in 2009, 2013, 2015 en 2016).

## Parcoursrecords
- Mannen: 45.29 - Peter Sitienei Kiplaga  Kenia (2008)
- Vrouwen: 52.04 - Emily Chelogat Rotich  Kenia (2008)

## Uitslagen
Van de jaartallen die ontbreken zijn geen gegevens bekend.
| Jaar          | Snelste man            | Land      | Tijd     | Snelste vrouw         | Land      | Tijd    |
| ------------- | ---------------------- | --------- | -------- | --------------------- | --------- | ------- |
| 16 maart 2024 | Leendert van der Lugt  | Nederland | 49.16    | Daphne Lamboo         | Nederland | 58.22   |
| 18 maart 2023 | Martijn Klaasse        | Nederland | 51.36    | Daphne Lamboo         | Nederland | 59.41   |
| 19 maart 2022 | Willem Anker           | Nederland | 53.58    | Linda Alexandra       | Nederland | 1:08.06 |
| 16 maart 2019 | Timo de Geus           | Nederland | 50.23    | Carla Ophorst         | Nederland | 1:01.35 |
| 17 maart 2018 | Leendert van der Lugt  | Nederland | 53.17    | Tirza van der Wolf    | Nederland | 53.43   |
| 18 maart 2017 | Michael Woerden        | Nederland | 54.56    | Janneke Verhorst      | Nederland | 1:04.19 |
| 19 maart 2016 | Bart van Nunen         | Nederland | 45.41    | Petra Sloots          | Nederland | 59.29   |
| 21 maart 2015 | Said Kanfaoui          | Marokko   | 49.43    | Petra Sloots          | Nederland | 1:02.27 |
| 15 maart 2014 | Ali Shugul             | Nederland | 53.39    | Annelies Harkles      | Nederland | 1:03.53 |
| 16 maart 2013 | Patrick Kwist          | Nederland | 50.51    | Petra Sloots          | Nederland | 59.57   |
| 17 maart 2012 | Pascal van Norden      | Nederland | 51.36    | Carla Ophorst         | Nederland | 58.04   |
| 19 maart 2011 | Patrick Kwist          | Nederland | 48.49    | Cora Vlot             | Nederland | 1:03.39 |
| 20 maart 2010 | Patrick Kwist          | Nederland | 49.22    | Marjon van de Wansem  | Nederland | 57.55   |
| 21 maart 2009 | Said Kanfaoui          | Marokko   | 48.30    | Petra Sloots          | Nederland | 57.30   |
| 15 maart 2008 | Peter Sitienei Kiplaga | Kenia     | 45.29    | Emily Chelogat Rotich | Kenia     | 52.04   |
| 17 maart 2007 | Said Kanfaoui          | Marokko   | 47.57    | Carin van der Ende    | Nederland | 1:03.56 |
| 18 maart 2006 | Robert Ton             | Nederland | 49.24    | Carla Ophorst         | Nederland | 56.19   |
| 19 maart 2005 | Mohamed ben Sabahia    | Nederland | 49.00    | Yvonne van Vlerken    | Nederland | 54.25   |
| 16 maart 2002 | Said Kanfaoui          | Marokko   | 46.39    |                       |           |         |
| 18 maart 2000 | Abdelaziz Bougra       | Marokko   | 47.44    | Agnes Hijman          | Nederland | 57.30   |
| 20 maart 1999 | Abdelaziz Bougra       | Marokko   | 47.44    | Vivian Ruijters       | Nederland | 58:23   |
| 21 maart 1998 | Wilfred Kiplagat       | Kenia     | 47.45    | Jeanette Wever        | Nederland | 1:04.13 |
| 15 maart 1997 | Wilfred Kiplagat       | Kenia     | 47.55    | Sonja Kleyn           | Nederland | 58.51   |
| 16 maart 1996 | Fred van Zoest         | Nederland | 48.23    | Sonja Kleyn           | Nederland | 1:00.10 |
| 18 maart 1995 | Fred van Zoest         | Nederland | 49.22    |                       |           |         |
| 20 maart 1993 | Peter van der Velden   | Nederland | 48.30    |                       |           |         |
| 21 maart 1992 | Jan Zethof             | Nederland | 48.36    | Heleen Verwij         | Nederland | 1:07.52 |
| 16 maart 1991 | Bert van Vlaanderen    | Nederland | 46.21    | Van Beek              | Nederland | 1:01.36 |
| 17 maart 1990 | Peter van der Velden   | Nederland | 48.57    | Ellis Foyle           | Nederland | 1:01.49 |
| 18 maart 1989 | Rien van de Wilt       | Nederland | 48.22    | Mies Kuipers          | Nederland | 1:06.02 |
| 19 maart 1988 | Martin van de Hoorn    | Nederland | 49.03    | Jose de Groot         | Nederland | 1:01.54 |
| 21 maart 1987 | Ed van Gemeren         | Nederland | 47.48    | Irene Wentzel         | Nederland | 57.17   |
| 23 maart 1986 | Domien Brandsma        | Nederland | 47.35    | Carla Ophorst         | Nederland | 55.44   |
| 23 maart 1985 | Aart Stigter           | Nederland | 47.06    |                       |           |         |
| 24 maart 1984 | Cor Vriend             | Nederland | 47.23    | Plonie Scheringa      | Nederland | 1:01.02 |
| 26 maart 1983 | Cor Lambregts          | Nederland | 47.07    | Marian Hoogerhoud     | Nederland | 1:02.26 |
| 20 maart 1982 | Cor Vriend             | Nederland | 46.05    | Tine Bronswijk        | Nederland | 1:02.26 |
| 21 maart 1981 | Cor Vriend             | Nederland | 46.45    | Marian Hoogerhoud     | Nederland | 59.53   |
| 15 maart 1980 | Bram Wassenaar         | Nederland | 47.28    | R. van der Jagt       | Nederland | 1:07.01 |
| 17 maart 1979 | Cor Vriend             | Nederland | 46.42    |                       |           |         |
| 21 april 1962 | G. Rewijk              | Nederland | 15.20 *1 |                       |           |         |

- 1 = In 1962 werd er gelopen over een afstand van 5 km.